# Сианьский вокзал

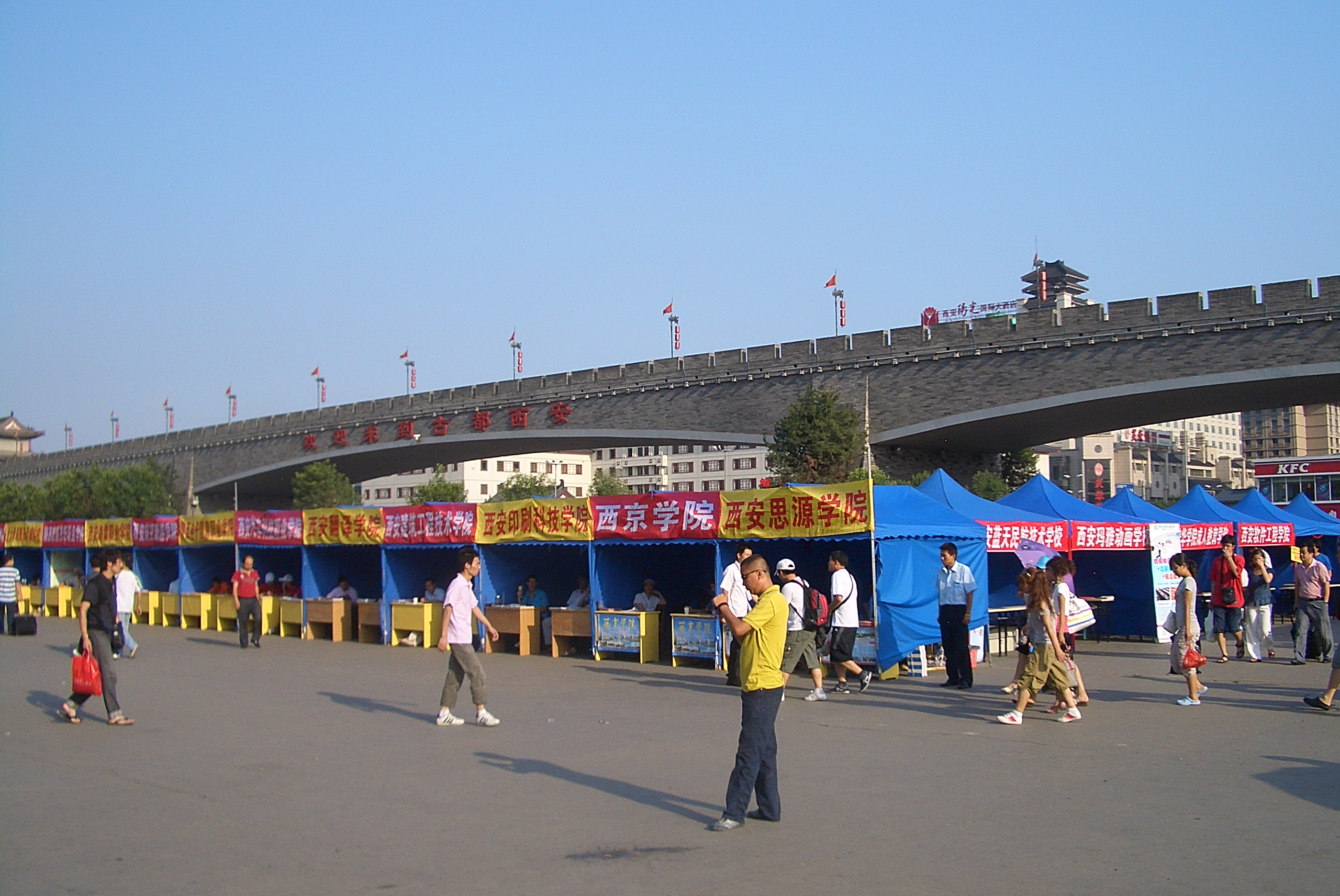
Ярмарка учебных заведений на привокзальной площади

Сианьский вокзал расположен в центре города Сиань, КНР, в районе Синьчэн, и является одним из двух крупнейших в столице провинции Шэньси. Второй, Северный вокзал, расположен в 10 км к северу, и начиная с 2011 года, он обслуживает высокоскоростные поезда, прибывающих в Сиань. Сианьский вокзал принимает все остальные поезда, и является основным для города. В настоящее время на некотором удалении от вокзала имеется станция линии 1 метрополитена, а непосредственно у вокзала планируется постройка станции линий 4 и 7.

## История
Строительство станции было завершено в декабре 1934 года, её открытие состоялось в июне 1935 года. Станция получила первый класс среди пассажирских и грузовых станций. В 1937 году станцию переименовали в Чанъань. 1 января 1952 года станция снова стала именоваться Сиань. В 1984—1985 годах проходила реконструкция и расширение вокзала.
Осенью 2014 года планировалось начать реализацию проекта расширения. Инвестиции в этот проект составили более, чем 8 млрд юаней. Данный проект включает в себя увеличение залов ожидания, удлинение платформ, постройку подземных переходов, увеличение ежедневного пассажиропотока с 7,7 млн до 10 миллионов человек.